# John B. Wright
John B. Wright (* 29. Januar 1872 in Denver, Colorado-Territorium; † 15. Juli 1934) war ein US-amerikanischer Jurist und Politiker.

## Leben
Über die Jugendjahre von John B. Wright ist nichts bekannt. Er studierte Jura an der University of Michigan Law School in Ann Arbor (Washtenaw County). Seinen Abschluss machte er dort 1894. Danach trat er der Anwaltspraxis seines Vaters in Tucson (Arizona-Territorium) bei. Er zog dann nach Yuma, wo er territorialer Bezirksstaatsanwalt vom Yuma County wurde. Nach einer Amtszeit kehrte er nach Tucson zurück. In der Folgezeit baute er eine große Anwaltspraxis auf. Wright wurde 1909 zum Attorney General vom Arizona-Territorium ernannt – ein Posten, den er bis 1912 innehatte, als Arizona ein Bundesstaat wurde. Seine Anwaltspraxis wurde eine der größten in Tucson. 
Wright saß zwischen 1906 und 1916 im Schulausschuss von Tucson. 1925 wurde er zum Bundesstaatsanwalt ernannt – ein Posten, den er bis 1929 bekleidete. Daneben betrieb er seine Anwaltspraxis weiter. Seine Arbeit als Bundesstaatsanwalt den Lotta-Crabtree-Fall betreffend brachte ihm nationale Aufmerksamkeit. Er war mit Mary McPhee (1874–1955) verheiratet. Das Paar hatte vier Kinder: Jean, Sally, Betty und Charles McPhee († 1975). Wright und seine Ehefrau sind auf dem Mount Olivet Cemetery in Wheat Ridge (Colorado) beigesetzt.

## Ehrungen
Die Wright Elementary School in Tucson, welche 1954 gegründet wurde, ist nach ihm benannt.